# Acuto
Acuto település Olaszországban, Lazio régióban, Frosinone megyében. Lakosainak száma 1835 fő (2023. január 1.). Acuto Ferentino, Fiuggi, Piglio és Anagni községekkel határos.

## Népesség
A település népességének változása:
| Lakosok száma | 1915 | 1899 | 1835 |
|               | 2017 | 2018 | 2023 |